# 徐宝龙
徐宝龙，男，江苏阜宁人，中国共产党党员，中国人民解放军少将军衔，中华人民共和国政治人物、軍事人物。

## 生平
歷仼中国人民解放军南京总医院政治委員，2019年10月1日庆祝中华人民共和国成立70周年大会阅兵式中曾仼补给供应方队领队。中国人民解放军总医院政治委員，山西省軍區政委等職。现任中共山西省委常委、山西省军区党委书记、政治委员。是中共二十大代表，十四届山西省人大代表（2024年1月解放军和武警驻晋部队补选）。